# Stictoleptura cardinalis
Stictoleptura cardinalis là một loài bọ cánh cứng trong họ Cerambycidae.